# Batalla de Lugdúnum
La batalla de Lugdúnum, també anomenada batalla de Lió, va ser un enfrontament militar que va tenir lloc el 19 de febrer de l'any 197, a la localitat de Lugdúnum (actualment Lió, França), entre els exèrcits de l'emperador romà Septimi Sever i l'usurpador Clodi Albí. La victòria de Sever li va permetre proclamar-se únic emperador de l'Imperi Romà. Es diu que aquesta batalla va ser la més gran, més llarga i més sagnant lluitada mai entre tropes romanes.
L'historiador Cassi Dió va escriure que les tropes enfrontades arribaven a 300.000, (en un altre lloc diu 150.000) en cada bàndol. Aquesta xifra és discutida doncs representaria tres quartes parts de tots els soldats de l'Imperi en aquells temps. Malgrat això, s'accepta que el nombre total de soldats i auxiliars era major de 100.000 i probablement podria haver arribat a 150.000.

## Antecedents
Després de l'assassinat de l'emperador Pertinax (193), es va iniciar una lluita per la seva successió, durant l'anomenat Any dels cinc emperadors. Didi Julià es va auto proclamar emperador a Roma, però es va haver d'enfrontar a tres generals que també pretenien el tron: Septimi Sever, comandant de les legions de Pannònia, Clodi Albí al capdavant de les legions de Britànnia i el governador de Síria, Pescenni Níger. Sever aviat va marxar amb els seus homes cap a Roma, on va obtenir el suport dels pretorians, proclamant-se emperador.
Eliminat Didi, que amb 61 anys va morir decapitat a palau per un soldat ras, Sever es va aliar temporalment amb Clodi Albí atorgant-li el títol de Cèsar i va iniciar la guerra contra Pescenni, que al seu torn era recolzat pel rei part Vologès V.
Sever es va imposar a Pescenni a la batalla d'Issos. L'antic governador intentaria refugiar-se entre els parts, però abans d'arribar a l'Eufrates va ser assassinat.
Després d'això, Sever va intentar legitimar el seu poder, vinculant-se ell mateix amb Marc Aureli i atorgant al seu propi fill el rang de Cèsar. Aquest fet va trencar l'aliança amb Albí, a qui el Senat romà va declarar enemic públic de Roma malgrat que un nombrós grup de 29 senadors, encapçalats per Tit Flavi Sulpicià, el recolzaven.
L'any 196, proclamat emperador per les seves pròpies tropes, Clodi Albí es va traslladar des de Britànnia a la Gàl·lia, establint el seu quarter general a Lugdúnum. Allí va rebre el suport de Luci Novi Ruf, governador de la Hispania Tarraconensis, amb la seva Legió VII Gèmina.
Albí va decidir ser el primer a atacar i es va llençar amb els seus sàrmates contra les tropes germàniques comandades per Viri Llop, potser amb l'esperança que una victòria li permetria guanyar la fidelitat de les poderoses legions del Danubi, però malgrat que els va derrotar, la victòria no va ser ni prou ample ni prou decisiva perquè les tropes germàniques trenquessin el seu pacte de fidelitat amb Sever. Albí es va decidir doncs a envair Itàlia, però es va trobar que Sever se li havia anticipat reforçant els passos dels Alps, i es va veure obligat a retirar-se per evitar les pèrdues que això li hauria ocasionat.
Durant l'hivern del 196–197, Sever va reunir totes les seves forces al Danubi i va marxar cap a la Gàl·lia, on es va trobar que les forces d'Albí que l'esperaven eren tan nombroses com les seves. Els dos exèrcits van topar a Tinurtium (Tournus), i les tropes de Sever van aconseguir la victòria, si bé, de nou, aquesta no va ser decisiva.

## Batalla
Els homes d'Albí es van retirar a Lugdúnum, perseguits per Sever. El 19 de febrer del 197 s'inicia finalment la batalla amb un moviment sorpresa d'un dels generals de Sever, veterà de la Legió VI Victrix, que va aconseguir d'atreure la temuda cavalleria sàrmata a una emboscada, destruint-la per complet, fins i tot a costa de grans pèrdues. Les restes de la cavalleria imperial es van confiar a Julius Laetus, que es va mantenir lluny de la batalla per reorganitzar els supervivents.
Mentrestant, les forces d'infanteria s'enfrontaven en un combat sagnant que s'anava decantant d'un bàndol a l'altre. Sever va ordenar als seus generals Mari Màxim, Tiberi Claudi Càndid i Luci Fulvi Plaucià que ataquessin per la banda esquerra, però van fallar i el mateix emperador va haver de reforçar l'atac amb els seus homes, allargant-se el combat per més de dos dies amb resultat incert. Finalment, el tercer dia, Julius Laetus va reaparèixer amb la cavalleria atacant els flancs i la rereguarda de les legions enemigues, que van quedar destruïdes.

## Fets posteriors
No se sap del cert el final d'Albí. Va fugir cap a Lugdúnum on es va suïcidar seguint la tradició romana o bé va morir assassinat. El cert és que Sever va ordenar que el seu cos fos despullat i decapitat. Llavors va cavalcar sobre el cos sense cap, davant de les seves tropes victorioses. Va enviar el cap d'Albí a Roma juntament amb el de tota la seva família, també executada, com advertència pel grup de senadors que li havien donat suport.
Com a resultat d'aquesta batalla, les forces romanes a Britànnia es van veure delmades, facilitant incursions i revoltes de les tribus locals que van obligar els romans a retirar-se del Mur d'Antoní i refugiar-se al sud, en el Mur d'Adrià. Irònicament, Sever trobaria la mort durant una d'aquestes revoltes a la rodalia de York el 4 de febrer del 211, només dues setmanes abans del 14 aniversari de la seva victòria a Lugdúnum.